# Mormia hespera
Mormia hespera är en tvåvingeart som beskrevs av Duckhouse 1990. Mormia hespera ingår i släktet Mormia och familjen fjärilsmyggor. Inga underarter finns listade i Catalogue of Life.